# José María Urbina
José María Mariano Segundo de Urbina y Viteri, né le 19 mars 1808 et mort le 4 septembre 1891  est un homme d'État équatorien. Il a été président de la République d'Équateur du 13 juillet 1851 au 16 octobre 1856.
Fidèle du régime de Juan José Flores, il participe à la répression contre la révolte de Urdaneta et de Vicente Rocafuerte en 1834. En 1843, il se détourne de Flores et rejoint la révolution Marcista en 1845, qui provoque la chute de Flores. Servant sous la République, il est ministre sous la présidence de Diego Noboa et chef de la garnison de Guayaquil. Après la prise des pleins pouvoirs par Noboa, Urbina se soulève et fait arrêter Noboa en 1851. Proclamé président, il est officiellement élu le 6 septembre 1852. Sous son mandat, il modifie la constitution et fait abolir l'esclavage en Équateur.
Refusant d'être candidat à sa succession, il quitte la présidence en 1856 et laisse la place à son successeur, Francisco Robles García. En 1859, après la prise de pouvoir de Gabriel García Moreno, il prend les armes déclenchant ainsi une guerre civile contre le régime autoritaire de Moreno. Vaincu, il part en exil en Colombie. Il revient en Équateur après la chute du régime de Moreno en 1875. Après son retour, il devient député puis sénateur à vie.

## Carrière militaire
Urbina a étudié à l'école nautique et a participé aux dernières luttes d'émancipation.
À l'âge de 16 ans, il est garde de marine et participe au blocus d'El Callao, la dernière place forte espagnole en Amérique du Sud. À 20 ans, il a été blessé et félicité lors de la bataille de Punta Malpelo contre l’invasion péruvienne du maréchal José de La Mar. Quelques mois plus tard, il entra dans l'armée et combattit à Tarqui contre le même maréchal. Nommé colonel, il participe à la bataille de Miñarica sous le commandement du général Juan José Flores.
D'abord officier, il gravit les échelons de l'armée sous le mandat du général Flores et participe aux grands événements de sa présidence. Il devait étouffer la révolte du général vénézuélien Luis Urdaneta - neveu du général Rafael Urdaneta - qui réclamer le pouvoir et contesté le pouvoir de Flores. La rébellion fut réprimée dans le sang et Urbina y participa. Par la suite, le gouvernement est confronter à la contestation de son pouvoir par des idéologues comme Vicente Rocafuerte. Urbina combat ainsi lors de la répression de la révolution des Chihuahuas (1832-1834) et la révolte mené par Rocafuerte.
Brillant stratège, il se fait remarquer par ses succès et se détourne du régime de Flores.

## La Révolution Marcista
La révolution a débuté le 6 mars à Guayaquil en raison de la mauvaise gestion du général Juan José Flores en tant que président de la nation. Les personnages principaux de l'organisation du mouvement étaient Vicente Ramón Roca, Diego Noboa et José Joaquín de Olmedo. Il y a aussi la figure de Vicente Rocafuerte, bien que plusieurs fois il y ait eu des dialogues entre lui et Flores et que, à plusieurs reprises, il y eut des alliances entre eux, ce fut l'un des principaux piliers du renversement du régime. Les révolutionnaires firent appel à Urbina, connu pour son talent militaire, qui accepta de rejoindre la révolte. Le mouvement armé est dirigé par Urbina qui affronte les troupes restées fidèles à Flores.
Après le renversement de Flores, un triumvirat est formé (de juin à décembre 1845), dont Roca faisait partie, avec Olmedo et Diego Noboa.
L’objectif de ce gouvernement provisoire était de gagner l’adhésion du reste du pays, car le général Flores était toujours à la tête de ses troupes, qui s’enracinait dans l’hacienda "La Elvira" sans que les triumvirs puissent le vaincre, bien qu’il ait rapidement négocié avec les rebelles. Le général Flores a promis d'aller en Europe pendant quelques années si le gouvernement provisoire maintenait sa hiérarchie militaire, ses honneurs et ses loyers. Le triumvirat accepta immédiatement et signa entre le 17 et le 18 juin 1845, l'accord qui obligea Flores à s'exiler.
Sous le gouvernement provisoire, Urbina dirige l'armée à Quito.

## Sous la présidence de Noboa
Militaire prestigieux, il est écarter des grands lieux de pouvoir par le nouveau président Vicente Ramón Roca. En 1849, lorsque Diego Noboa devient président, il est nommé ministre de la guerre dans le nouveau gouvernement. Proche de Noboa, il démissionne de son poste de ministre pour devenir chef de la garnison de Guayaquil. Il s'oppose à l'accueil des jésuites colombiens par Noboa, ce poussa le président colombien, José Hilario López à déclarer la guerre à l'Équateur.
Le 8 décembre 1850, dans un contexte de guerre avec la Colombie, Noboa prend les pleins pouvoirs et se fait élire « chef suprême de la République » par décret. L'autoritarisme du gouvernement est à son apogée. Le général Urbina prend conscience de la dérive dictatorial de la présidence. Il s'éloigne de plus en plus de Noboa et quitte même son poste de chef de la garnison de Guayaquil.
En 1851, Urbina, qui était rester dans l'ombre, attendant le bon moment pour prendre le pouvoir, a vu l'occasion se présentant après un voyage de Noboa à Guayaquil. Sous le prétexte que Noboa avait mis en danger l'intégrité National, Urbina demanda au général Francisco Robles García, nouveau chef de la garnison de Guayaquil, d'arrêter Noboa et de le transférer immédiatement sur un navire ancré dans le port. Noboa a été emprisonné dans le même bateau dans lequel il s'était rendu à Guayaquil et le 17 juillet, il a été transféré au Pérou. Le 19 juillet 1851, Urbina fut proclamée président de la République.

## Président de la République
Il est arrivé au pouvoir par le biais d'un coup d'État contre Diego Noboa. Urbina ne pouvait pas convoquer immédiatement une assemblée constituante pour légitimer son pouvoir car il devait lutter contre une nouvelle invasion de Flores soutenue par le Pérou et les conservateurs qui se trouvaient à l'intérieur. Après avoir mis en place ce double péril avec énergie, diplomatie, pots-de-vin et talent militaire du général Robles, il a déclaré à l'Assemblée qu'après la réforme de la Constitution, une nouvelle élection serait mise en place. Le 6 septembre 1852, il est élu président face à l'ancien vice-président Francisco Xavier Aguirre par 23 voix contre 12.
L'Assemblée a incité le président à expulser les jésuites. Après quelques hésitations du ministre de la Colombie à Quito, il les a expulser du pays et négocier la paix avec José Hilario López, mettant fin à la guerre contre la Colombie. Urbina a aboli les droits de douane sur les produits d'exportation et les taxes sur les produits de base. L'exportation de cacao et de cosses, matière première de la quinine, était le seul remède connu contre le paludisme. Des investissements ont été réalisés dans ces zones et la côte sud et la partie sud de la Sierra ont commencé à se mettre en convalescence. Il a également libéralisé l'enseignement supérieur, privatisé l'enseignement secondaire et promu l'enseignement primaire, pour lequel il a promulgué la loi controversée sur la liberté des études. L'État n'a répondu que pour l'enseignement primaire, également financé par le budget des écoles secondaires. Urbina était convaincu que l’éducation était la base du progrès et qu’elle devait commencer par celle des pauvres. Sur 10 679 étudiants en 1849, il était tombé à 5 682 en 1854. Grâce à la loi de 1853, le nombre d'étudiants est passé à 11 659 en deux ans. Les étudiants pouvaient passer leurs examens et leurs diplômes quand ils le voulaient, ils n'étaient pas obligés de s'inscrire ni d'assister aux cours et tout un chacun pouvait créer librement des centres d'enseignement, à condition de ne pas attaquer la religion catholique.
Urbina a notamment aboli l'esclavage des noirs et des indigènes, un acte très populaire accueilli positivement par une grande partie de la population. En 1855, il établit le suffrage universel pour l'élection présidentielle. En 1856, le général Francisco Robles García, adversaire de Urbina, se déclare candidat, tout comme Francisco Xavier Aguirre. Mais Urbina, malgré sa popularité, refuse de briguer un second mandat. Satisfait de son bilan politique, il quitte le pouvoir le 16 octobre 1856, laissant la place au président élu, Robles García.

## La guerre contre Moreno

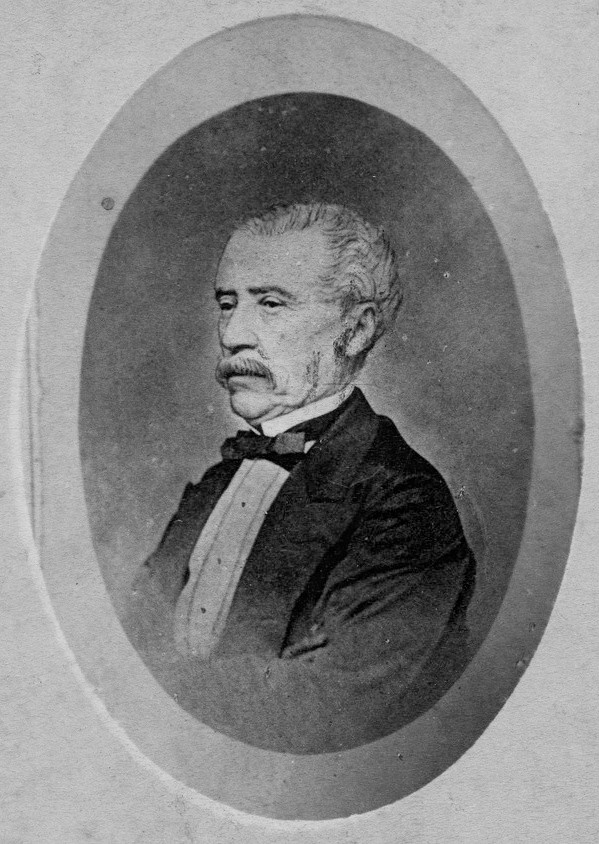
Urbina vers la fin de sa vie (1888).

En 1859, le général Gabriel García Moreno prend les pleins pouvoirs et devient « chef suprême ». Urbina prend les armes déclenchant ainsi une guerre civile contre le régime autoritaire de Moreno. Après une période d'instabilité de deux ans marquée par la cohabitation de plusieurs gouvernements concurrents, Moreno, chrétien et conservateur, réunifia le pays en 1860, en chassant Urbina et ses partisans de Guayaquil.
Condamné à l'exil, il s'installe au Pérou, et continue à s'opposer au gouvernement de Moreno. En 1870, il se rapproche d'autres opposants à Moreno, comme Abelardo Moncayo. Le 6 août 1875, au sortir de la messe (à laquelle il se rendait tous les jours), García Moreno est attaqué par quatre hommes armés de machettes et de pistolets ; il s'agit de Faustino Rayo, Robert Andrade, Abelardo Moncayo et Manuel Cornejo. Après une brève lutte, il succombe. Les assassins étaient pour la plupart issus de la bourgeoisie, de l'armée, et Moncayo était un ancien jésuite. Le régime de Moreno s'effondre quelques mois plus-tard et Urbina revient d'exil.

## Retour et fin de vie

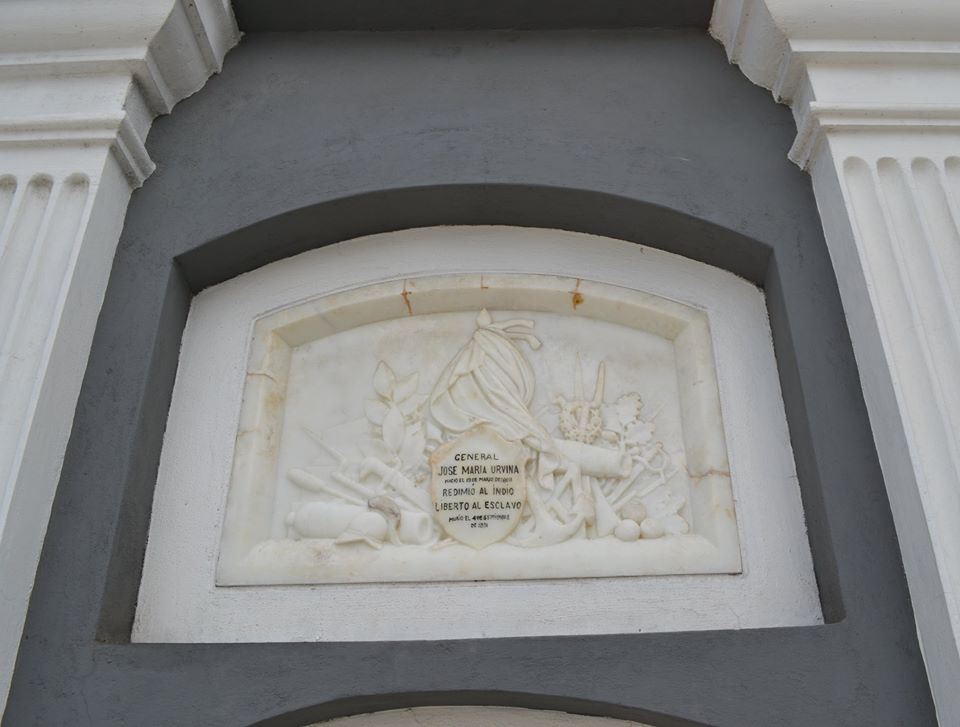
Tombe de Urbina à Guayaquil.

Exilé au Pérou, il revient à Guayaquil après la fin du régime de Moreno. Par la suite, il soutient l'élection du général Ignacio de Veintemilla à la présidence qui rétablit l'ordre après la chute des fidèles de Moreno. Après une absence de quelques années, il revient en politique et se fait élire député à l'Assemblée. Après la fin de son mandat, il est fait sénateur à vie.
Il meurt à Guayaquil le 4 septembre 1891 .